# Michael Scharmann
Michael Scharmann (* 16. Juli 1974 in Waiblingen) ist seit 2016 Oberbürgermeister von Weinstadt.

## Leben und berufliche Tätigkeit
Michael Scharmann ist in Weinstadt-Schnait aufgewachsen, besuchte die Reinhold-Nägele-Realschule in Weinstadt-Benzach und anschließend das Wirtschaftsgymnasium in Stuttgart-Ost. Er studierte von 1995 bis 1997 an der Hochschule für öffentliche Verwaltung und Finanzen Ludwigsburg.
Er arbeitete bei der Stadt Weinstadt und im Landtag von Baden-Württemberg, dort u. a. als Personalratsvorsitzender und als Leiter Innere Dienste.
Von 2014 bis 2016 war er Stadtrat für die Freien Wähler Weinstadt, deren Ortsverbandsvorsitzender er bis zu seiner Wahl zum Oberbürgermeister war. Am 9. Oktober 2016 wurde Scharmann mit 64,3 % zum Oberbürgermeister von Weinstadt gewählt. Er trat das Amt am 13. Dezember 2016 an. Am 20. Oktober 2024 wurde er mit 81,1 Prozent der Stimmen für eine zweite Amtszeit wiedergewählt. Seit Juli 2019 ist er zudem Mitglied im Kreistag des Rems-Murr-Kreises.
Scharmann ist seit 2018 Vorsitzender des DRK Ortsvereins Weinstadt und seit 2020 Vorsitzender von Remstal Tourismus e.V.
Scharmann ist verheiratet und hat zwei Kinder.